# Голянка-Дольна
Голянка-Дольна (пол. Golanka Dolna) — село в Польщі, у гміні Проховиці Легницького повіту Нижньосілезького воєводства.
Населення — 458 осіб (2011).
У 1975-1998 роках село належало до Легницького воєводства.

## Демографія
Демографічна структура станом на 31 березня 2011 року:
|          | Загалом | Допрацездатний вік | Працездатний вік | Постпрацездатний вік |
| -------- | ------- | ------------------ | ---------------- | -------------------- |
| Чоловіки | 228     | 55                 | 156              | 17                   |
| Жінки    | 230     | 54                 | 126              | 50                   |
| Разом    | 458     | 109                | 282              | 67                   |